# Tomislav Zivic
Tomislav Zivic (* 7. August 1979 in Stuttgart) ist ein ehemaliger kroatischer Fußballspieler.

## Karriere
In seiner Jugend begann Zivic beim VfB Stuttgart mit dem Fußballspielen, danach wechselte er zum SV Bonlanden in die Oberliga. Dort war der Kroate ein fester Bestandteil der Viererkette, bis ihn Ralf Vollmer entdeckte und von ihm völlig begeistert zu den Stuttgarter Kickers lockte. Er sollte langsam an die erste Mannschaft herangeführt werden und Spielpraxis bei den Amateuren sammeln. Allerdings reichte es nur zu einem Einsatz in der 2. Bundesliga und gelegentlich zu einem Platz auf der Ersatzbank. Obwohl er über eine gute Technik verfügte, hatte aber immer wieder mit kleineren Verletzungen zu kämpfen. So wechselte der Mittelfeldakteur, nachdem die Kickers aus der 2. Bundesliga abgestiegen waren, zur zweiten Mannschaft von Hertha BSC. Nach zwei Spielzeiten erfolgte noch mal ein Wechsel, dieses Mal in eine Spielklasse höher, zum damaligen Regionalligisten Chemnitzer FC. Danach war Zivic noch für diverse Vereine im Berliner Amateurfußball aktiv.

## Berufliches
Inzwischen ist Zivic Inhaber eines Immobilienbüros in Berlin.